# 粉红豹主题曲
粉红豹主题曲（The Pink Panther Theme） 是由亨利·曼西尼在1963为电影粉紅豹所作的一首主题曲，并在次年被提名奥斯卡最佳原创音乐奖。影片中，这个由David DePatie和Friz Freleng共同创造的卡通角色配合这音乐曲调同步行动。Plas Johnson负责其中的次中音萨克斯管独奏。
这首曲子除了被收录在电影的原声专辑之中，还于1964年美国境内发行过一张单曲专辑；这首单曲还获得了美国公告牌成年人现代音乐榜的前十名，并赢得了三项格莱美大奖。
有很多不同的版本出现在粉红豹的系列电影中，除了第二部《A Shot in the Dark》，和第三部《Inspector Clouseau》。这首曲子也被用在无数由粉红豹主演的动画片中
最初一开始使用e小调演奏的“粉红豹主题曲”是因它那古怪诡异的，通常很少使用的那源自匈牙利小调音阶的提高了第四和第七度的半音阶半音阶体系（吉普赛/罗马尼亚音阶） 。

## 其他版本
在1978年的电影《粉红豹的复仇》中，主题曲和这张原声专辑中的其他歌曲一样，使用了20世纪70年代很流行的迪斯科音乐。这首主题曲本身也被重新编曲，加入了许多跃动的贝司，电子钢琴，以及吉他独奏。同样，在1983年的电影《粉红豹之探长的诅咒》中，它的主题曲也是被做了类似的修改。 
这首主题曲也被John McLaughlin和Al Di Meola's live用在了他们现场版的奇克·柯瑞亞的黑森林短剧中，收录在他们1981年的专辑《三藩市星期五夜》之中。
在1993年的电影粉红豹之子中，这首主题再次重新编排，并且有Bobby_McFerrin在开场时演唱。 这个版本非常特别，因为它使用了无伴奏合唱的方式来表演。
克里斯托弗·贝克 rearranged 为2006重新启动的粉红豹系列电影《粉红豹2006大电影》及其续集的主题曲作了重新编排。Paul Oakenfold同时也为2006年的电影作了一个混音版。
2007年，萨克斯管演奏家戴夫·考兹在他的专辑「At the Movies」中，收录了他自己的一个独特版本。